# رنگین‌کمان (فیلم ۱۹۸۹)
رنگین‌کمان (انگلیسی: The Rainbow) یک فیلم به کارگردانی کن راسل است که در سال ۱۹۸۹ منتشر شد.

## بازیگران
- سامی دیویس
- پل مک‌گان
- آماندا داناهو
- دیوید همینگز
- گلندا جکسون
- مارک اوون
- رالف نوسک